# Matthew Morrison
Matthew James Morrison, född 30 oktober 1978 på Fort Ord nära Monterey, Kalifornien, är en amerikansk skådespelare och sångare. Han har bland annat spelat rollen som Will Schuester i tv-serien Glee. Innan Glee var han med i flertal Broadwayproduktioner däribland Hairspray och The Light in the Piazza som gav honom en Tony Award-nominering.
I maj 2011 gav han ut sitt första soloalbum som innehöll duetter med Elton John, Sting och Gwyneth Paltrow.

## Filmografi i urval
- 2017 – Tulpanfeber